# Ibn Haldun
Ibn Haldūn (arabsko ولي الدين عبد الرحمن بن محمد بن محمد بن أبي بكر محمد بن الحسن
- polno ime Abū Zayd ʕAbdu l-Rahman ibn Muħammad ibn Khaldūn al-Haḍramī), arabski zgodovinar, ekonomist in protosociolog, * 27. maj 1332/leta 732 po hidžri, Tunis, † 17. marec 1406/808 po h., Kairo.
Najbolj je poznan po svojem znanstvenem in sociološko metodološkem delu »Mukadima« , ki je uvod v obširnejše svetovno zgodovinsko delo, v katerem se najbolj osredotoča na zgodovino Arabcev in Berberov islamsko-arabskega zahoda, Magreba, tj. današnje severne Afrike od Maroka do Tunizije. Kljub temu, da je poskušal reformirati arabsko zgodovinopisje in ga postaviti na trdnejše metodološke temelje, njegovo delo v marsičem predhaja številne sodobne družboslovne znanosti in discipline: demografijo, metodologijo zgodovine, ekonomijo, filozofijo zgodovine in sociologijo. Ponovno odkritje njegovega dela v 19. stoletju je sovpadalo z uveljavljanjem sociologije kot znanosti in kritiko metodologije zgodovinopisja, vendar je težko potegniti zaključke, kateri elementi njegove misli so kljub očitnim podobnostim s klasiki sociologije, kot so Max Weber, Karl Marx in Emile Durkheim, vplivali na razvoj modernega družboslovja. 

## Življenje

### Otroštvo
Ibn Haldunovo življenje je relativno dobro dokumentirano v njegovi avtobiografiji. Rojen je bil leta 732 po hidžri v mestu Tunis v ugledni in premožni družini, ki je emigrirala iz Španije tik pred rekonkvisto v drugi polovici 14. stoletja. Ibn Haldunov oče je veljal za izobraženega učenjaka in je zato posvetil veliko truda v izobrazbo svojih otrok: v proučevanje Korana in arabskega jezikoslovja, osnov za razumevanje šeriatskega prava, študije hadisa in islamske teologije. Hkrati je bil ibn Haldun poučen v osnovah znanosti, astronomije, medicine, matematike in grške filozofije ter logike. V petnajstem letu starosti je v epidemiji kuge, ki je leta 1348 zajela Tunis, izgubil starše in večino njegovih učiteljev. 

### Burna politična kariera
Ta tragedija je gotovo pripomogla k temu, da si je nemudoma začel iskati službo v politični karieri in s tem nadaljeval svojo družinsko tradicijo dvornega uradništva. Najprej ga je vzel v službo almohadski vladar Ibn Tafrakin, ki je dobil pod nadzor mesto Tunis. Ker je bilo mesto intelektualno opustošeno, se je raje preselil v Fes v Maroko. Preko daljnih sorodstvenih vezi mu je uspelo dobiti službo na dvoru tamkajšnjega vladarja iz dinastije Marinidov Abu Inana, ki je veljal tudi za mecena v znanosti in kulturi. Na tem dvoru, kjer je lahko izkoristil bogato založeno vladarjevo knjižnico in pedagoško pomoč številnih učenjakov, je ostal v službi devet let.
Prav tako se je nespametno prepustil dvornim spletkam in se zarotil proti svojemu dobrotniku, ki ga je, ko je izvedel za zaroto, zaprl v ječo, kjer je moral preždeti dve leti, vse do vladarjeve smrti leta 1358.
Njegovo politična kariera je bila tudi v nadaljevanju precej razburkana, kar je ustrezalo zelo nestabilni politični situaciji v takratni severni Afriki. Leta 1361, ko se je ponovno vpletel v dvorne spletke na strani poražene stranke, se je umaknil v Granado, zadnji preostanek muslimanske vladavine na Iberskem polotoku. Tamkajšnji vladar mu je ponudil diplomatsko službo v posredovanju na dvoru kastiljskega kralja Petra Krutega, kjer naj bi posredoval v mirovnem sporazumu med Kastilci in Granado. Vendar so se spletke in zarote nadaljevale tudi v politično šibki Granadi, zato je sprejel ponudbo nekega prijatelja, da bi postal zakladnik v mestu Béjaïa (izg. Bedžaja) v današnji Alžiriji, kjer mu je kljub zamenjavi vladarjev, sprva uspelo obdržati službo. Toda nezaupanje novega vladarja in še starih nasprotnikov ga je prisililo v ponoven umik, tokrat iz kaotičnega političnega življenja. Zavetje si je skupaj z družino, ki jo je osnoval, poiskal v osami nekega nomadskega plemena, kjer je ostal dve leti. 
V tem obdobju nomadske osamitve je sklenil napisati svetovno zgodovino, ki jo je kasneje naslovil »Knjiga primerov in zbirka zgodnje in sledeče ji zgodovine v časih Arabcev, Nearabcev in Berberov ter najsilnejših vladarjev njihovega časa«. Sprva je zasnoval teoretični uvod, Mukadimo, danes njegovo najbolj znano delo, v katerem se je oddaljil od nekritičnosti in retoričnosti predhodnikov ter analizo nastanka in propada civilizacij dopolnil s sociološkimi in ekonomskimi vidiki. Za nadaljevanje v širšo zgodovino Magreba je potreboval dostop do dobro založene knjižnice, zato se je odrekel nomadski osami in po četrt stoletja ponovno obiskal rodni Tunis, da bi se posvetil študiju in poučevanju.

### Ustalitev v Kairu
A ker tudi v Tunisu ni našel miru in se je pustil vpletati v spletke svojih nasprotnikov, se je leta 1383 pod krinko romanja v Meko (hadž) preselil v Kairo, kjer je začel na sloviti univerzi Al-Azhar predavati predvsem pravo in zgodovino. Mameluški sultan Egipta Az-Zahir Barkuk ga je že po enem letu bivanja v Egiptu imenoval za enega od vrhovnih sodnikov, kar je Ibn Haldun izkoristil v polni meri in izvedel številne reforme, mdr. odpuščanja po njegovem mnenju nesposobnih sodnikov. Temu razumljivo je ta ugleden položaj zasedal manj kot eno leto. Njegov položaj je poslabšalo še dejstvo, da se je med kratko odstavitvijo sultana Barkuka izrekel v prid njegovega nasprotnika, ki pa ga je Barkuk po nekaj mesecih odstavil. V istem letu se mu je zgodila tudi huda osebna tragedija. Ladja, na kateri je potovala njegova družina na poti iz Tunisa v Egipt, je med potjo potonila in izgubil je celotno družino.
Leta 1387 se je končno odpravil na romanje v Meko in po vrnitvi ponovno prevzel službo vrhovnega sodnika in jo - ponovno - izgubil.
Leta 1400 je kot diplomat spremljal mameluškega vladarja na poti v Damask, ki ga je oblegala mongolska vojska Timurja Lenka. Med obleganjem in plenjenjem Damaska je gostoval v Timurjevem vojaškem taboru in s svojo učenostjo napravil na mongolskega vojščaka izjemen vtis. Šele ko mu je ibn Haldun v kratki razpravi strnil zgodovino arabsko-islamskega zahoda, ga je bil pripravljen izpustiti.
Zadnjih pet let življenja je ponovno nekajkrat imenovan za vrhovnega sodnika in vsaj tolikrat tudi odpoklican. Umrl je 26. ramadana leta 808 po hidžri in bil pokopan na sufijskem pokopališču v Kairu.

## Vplivi
Ibn Haldun je ostal pozabljen vse do začetka arabskih modernih reformih gibanj v 19. stoletju in je postal predhodnik ideologije arabskega nacionalizma. Dotok arabsko-islamskih del v Evropo v začetku 19. stoletja po Napoleonovi avanturi v Egiptu je vzbudil zanimanja orientalistov. Leta 1806 ga je prvi predstavil evropski intelektualni javnosti francoski orientalist Silvestre de Sacy, toda šele pol stoletja kasneje, ko je bila odkrita popolnejša različica Mukadime, je dobil sloves enega najvplivnejših islamskih učenjakov.